# 国道6号線 (モロッコ)
国道6号線（こくどう6ごうせん、アラビア語: الطريق الوطنية 6、フランス語: Route nationale 6、N6）は、モロッコのラバトからウジダに至る、総距離570キロメートル (km) の一般道路である。A2ラバト・フェス高速道路と並走している。